# Ньямси, Жерзино
Жерзино Ньямси (фр. Gerzino Nyamsi; 22 января 1997 года, Сен-Бриё, Франция) — французский футболист камерунского происхождения, защитник московского «Локомотива».

## Клубная карьера
Ньямси — воспитанник футбольного клуба «Ренн». С 2015 года играет за вторую команду, с сезона 2017/18 — призывается к основной. 10 сентября 2017 года дебютировал в Лиге 1 в поединке против «Олимпика», выйдя в стартовом составе и проведя на поле весь матч.
В январе 2024 года было объявлено, что игрок Ньямси переходит в московский «Локомотив». Дебютировал за клуб в Российской Премьер-лиге 3 марта в матче против «Динамо», выйдя в стартовом составе.